# Mack Ray Edwards
Pour les articles homonymes, voir Edwards.
Mack Ray Edwards (17 octobre 1918 - 30 octobre 1971) est un tueur en série américain. Il a assassiné au moins six enfants dans le comté de Los Angeles en Californie entre 1953 et 1970.

## Biographie
Mack Ray Edwards est né dans l'Arkansas. Il a emménagé dans le comté de Los Angeles en 1941. Il est embauché par le département des Transports de Californie en tant que conducteur d'équipement lourd. Il travaille sur les autoroutes.
Le corps d'une victime a été découvert sous la Santa Ana Freeway et revendique également avoir dissimulé une autre de ses victimes sous la Ventura Freeway
Edwards a tué trois enfants entre 1953 et 1956, et trois autres entre 1968 et 1969. En 1970, lui et un adolescent complice ont enlevé trois jeunes filles à leur domicile à Sylmar. Quand les jeunes filles se sont échappées, Edwards s'est rendu à la police et a avoué des abus sexuel sur mineur et le meurtre de six enfants.
Après que trois corps ont été découverts, Mack Ray Edwards a plaidé coupable de trois chefs d'accusation et a été condamné à mort.
Le 30 octobre 1971, après deux tentatives infructueuses, Edwards a réussi à se suicider en se pendant avec un cable de télévision, dans sa cellule de la prison d'État de San Quentin.

## Victimes

### Victimes connues
Edwards a été reconnu coupable du meurtre de trois enfants :
- Stella Darlene Nolan, 8 ans de Compton, disparu le 20 juin 1953 ;
- Gary Rochet, 16 ans de Granada Hills, retrouvé le 26 novembre 1968, après avoir été tué par balles ;
- Donald Allen Todd, 13 ans de Pacoima, disparu le 16 mai 1969.

Edwards a avoué trois meurtres supplémentaires. Du fait que leurs corps n'ont pas été retrouvés, il n'a pas été accusé de ces meurtres :
- Donald Lee Baker, 15 ans et Brenda Jo Howell, 12 ans, d'Azusa, disparu ensemble le 6 août 1956 ;
- Roger Dale Madison, 15 ans, de Sylmar, disparu le 16 décembre 1968[2].

### Victimes possible
Edwards a peut-être commis d'autres meurtres : pendant qu'il était en prison, il a affirmé avoir assassiné 18 enfants. Cependant, lors d'une interview avec le Los Angeles Times, il a déclaré que le nombre était bien de 6.
L'intervalle de douze ans entre la disparition de Baker et Howell, et le meurtre de Rochet, a conduit les enquêteurs à soupçonner qu'Edwards ait pu avoir commis des crimes similaires pendant ce temps.

## Référence cinématographique
Lors de l'épisode finale de la série policière américaine The Shield diffusé le 25 novembre 2008, l'inspecteur Holland « Dutch » Wagenbach se réfère à Edwards en interrogeant un adolescent, qu'il croit être un jeune tueur en série, faisant valoir que les tueurs en série, sans un surnom accrocheur, sont en général oubliés par le public.